# حرای ارهاب
حرای ارهاب یک کوه، آتشفشان و میدان آتشفشانی در یمن است که در یمن واقع شده‌است. حرای ارهاب ۳٬۱۰۰ متر بالاتر از سطح دریا واقع شده‌است.